# Донн (мифология)

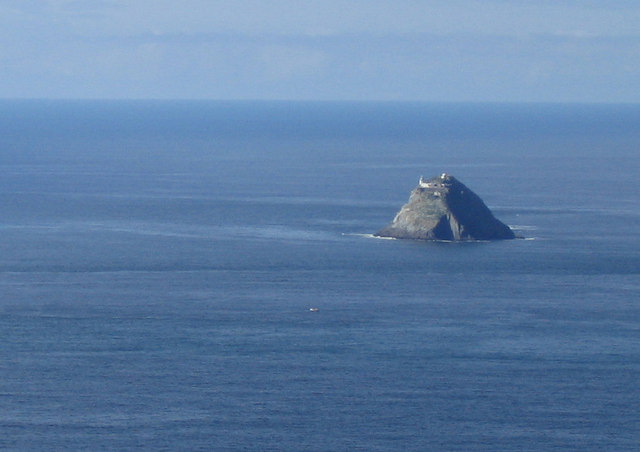
Булл-Рок, расположенный у юго-западного побережья Ирландии, часто отождествляется с Домом Донна (Teach Duin).

Донн (ирл. Donn — «тёмный», от пракельтского *Dhuosnos) — в ирландской мифологии предок гойделов, который, как полагают, был богом смерти. Донн, согласно преданиям, обитает в Доме Донна или «доме тёмного» (ирл. Tech Duinn), где собираются души умерших. Как бог Иного мира отождествлялся с Дагдой и Диспатером. Фольклор о Донне сохранялся в Ирландии до нового времени; в народных сказаниях он фигурирует как призрачный всадник на белом коне.

## Ранние литературные источники
Согласно стихотворению IX века, последним желанием Донна было, чтобы после смерти все его потомки собирались в Доме Донна (ирл. Tech Duinn, современное ирл. Teach Duinn): «Ко мне, в мой дом, вы все придёте после своей смерти». В повести X века «Видение Фингена» (или «Ночное бдение Фингена»; Airne Fíngein) Дом Донна упоминается как место, где собираются души умерших.
В своём переводе «Разговора старцев» (Acallam na Senórach) исследователи Энн Дули и Гарри Роу отмечают, что «в ирландской традиции отправиться в Дом Донна означает умереть». Это свидетельствует о том, что до принятия христианства гойделы считали Донна своим предком и верили, что после смерти их души попадут в его обитель.
Считается, что Дом Донна мог восприниматься как место, где души собирались перед тем, как отправиться в окончательное место назначения в потустороннем мире или пройти реинкарнацию. По словам Юлия Цезаря, галлы утверждали, что происходят от божества, которого он отождествлял с Диспатером, римским богом подземного мира.
Христианские авторы, записавшие «Книгу захватов Ирландии» (Lebor Gabála Érenn), включили Донна в состав мифических предков гэлов, представив его как Эбера Донна (Éber Donn), одного из сыновей Миля. Согласно легенде, сыновья Миля вторглись в Ирландию и отняли её у Племён богини Дану. Во время этого вторжения Донн оскорбил Эриу, одну из богинь, воплощающих Ирландию, и в наказание погиб в кораблекрушении у юго-западного побережья страны. Его похоронили на скалистом острове, который впоследствии стал известен как Дом Донна.
В литературных источниках Дом Донна описывается как расположенный на крайнем западе Ирландии или за её пределами. Как правило, его отождествляют с островом Булл-Рок (англ. Bull Rock), небольшим скалистым островом у западной оконечности полуострова Беара в графстве Корк. Скала напоминает дольмен или портальную гробницу, поскольку в ней имеется естественный туннель, через который море проходит под камнем, создавая эффект своеобразного «портала».
Согласно ирландским народным верованиям, души умерших отправляются на запад, через море, вслед за заходящим солнцем.

В Метрических диншенхас о Доме Донна рассказывается следующая история:
Из-за заклинаний друидов на них обрушился шторм, и корабль, на котором находился Донн, затонул. «Пусть его тело будет перенесено на ту высокую скалу», — говорит Аморген: «его народ придет в это место». Поэтому оно и называется Дом Донна: и по этой причине, по мнению язычников, души грешников посещают Дом Донна перед тем, как отправиться в ад, и перед тем, как отправиться, благословляют душу Донна. Но праведная душа кающегося грешника издали видит это место и не собьется с пути. Так, по крайней мере, верят язычники. — Перевод Э. Гвинна 
В повести «Разрушение Дома Да Дерга» (Togail Bruidne Dá Derga) верховный король Ирландии Конайре Мор находит свою смерть в Bruiden Dá Derga — «большом зале» или «заезжем доме Красного Бога». По пути туда Конайре встречает трёх краснокожих всадников на красных лошадях, прибывших из потустороннего мира. Они предсказывают его гибель и говорят: «Мы едем на лошадях Донна… хотя мы живы, мы мертвы». В тексте Донн упоминается как «король мёртвых».
Некоторые исследователи предполагают, что Dá Derga и его «заезжий дом» могли быть альтернативными названиями Донна и его обители. Возможно, Dá Derga — это имя бога смерти в контексте насильственной гибели или жертвоприношения, что объясняет его прозвище «Красный Бог».
В повести «Сватовство к Требланн» (Tochmarc Treblainne) женщина из потустороннего мира Требланн сбегает со смертным мужчиной Фраехом, который отправляет её в безопасное место в Доме Донна, а сам отправляется на поиски. В этой истории Донн считается сыном или приёмным сыном Дагды . Дайти О Хогайн отмечает сходство между ними и предполагает, что Донн изначально был эпитетом Дагды.
Донн — отец Диармайда О’Дуйвне, которого он отдал на воспитание богу юности Энгусу Мак Огу .
Фольклор о Донне сохранился до начала современной эпохи . В графстве Лимерик Донн Фиринн, как говорят, обитает на священном холме Кнок Фиринн (Нокфирина или Нокфирна), и фольклор повествует о людях, которых приводили на холм, чтобы они были с Донном после смерти. Говорят, что он появлялся в виде призрачного всадника на белом коне. Его также ассоциировали с погодой: гром и молния означали, что Донн Фиринн скачет на своем коне по небу, а если над холмом собирались облака, это означало, что он собирает их вместе, чтобы вызвать дождь. На этот образ, возможно, повлияли предания об Одине и его коне Слейпнире, распространенные среди норвежских поселенцев в Лимерике . Говорят, что Донн Фиринн также появлялся и предупреждал любого, кто вмешивался в его дела на холме. На западном побережье графства Клэр жил Донн на Дуимхче или Донн Думхач («Донн дюн»), которого «также часто встречали как ночного всадника». В более позднем фольклоре имя «Донн» стало означать «властелина иного мира» в целом.
В современном ирландском языке donn — наиболее распространённое слово для обозначения коричневого цвета, и в более широком смысле может также означать «крепкий (как) дерево». Это одна из возможных этимологий английского цвета «dun» (серовато-коричневый).